# 맛있는 정사 : 오피스 와이프
"맛있는 정사 : 오피스 와이프"(My Office Wife)는 한국에서 제작된 김학묵 감독의 2015년 멜로/로맨스 영화이다. 박태산 등이 주연으로 출연하였다.

## 출연
- 박태산
- 한유미